# Echiochilon persicum
Echiochilon persicum är en strävbladig växtart som först beskrevs av Nicolaas Laurens Nicolaus Laurent Burman, och fick sitt nu gällande namn av Ivan Murray Johnston. Echiochilon persicum ingår i släktet Echiochilon och familjen strävbladiga växter. Inga underarter finns listade i Catalogue of Life.